# Åre bergbana

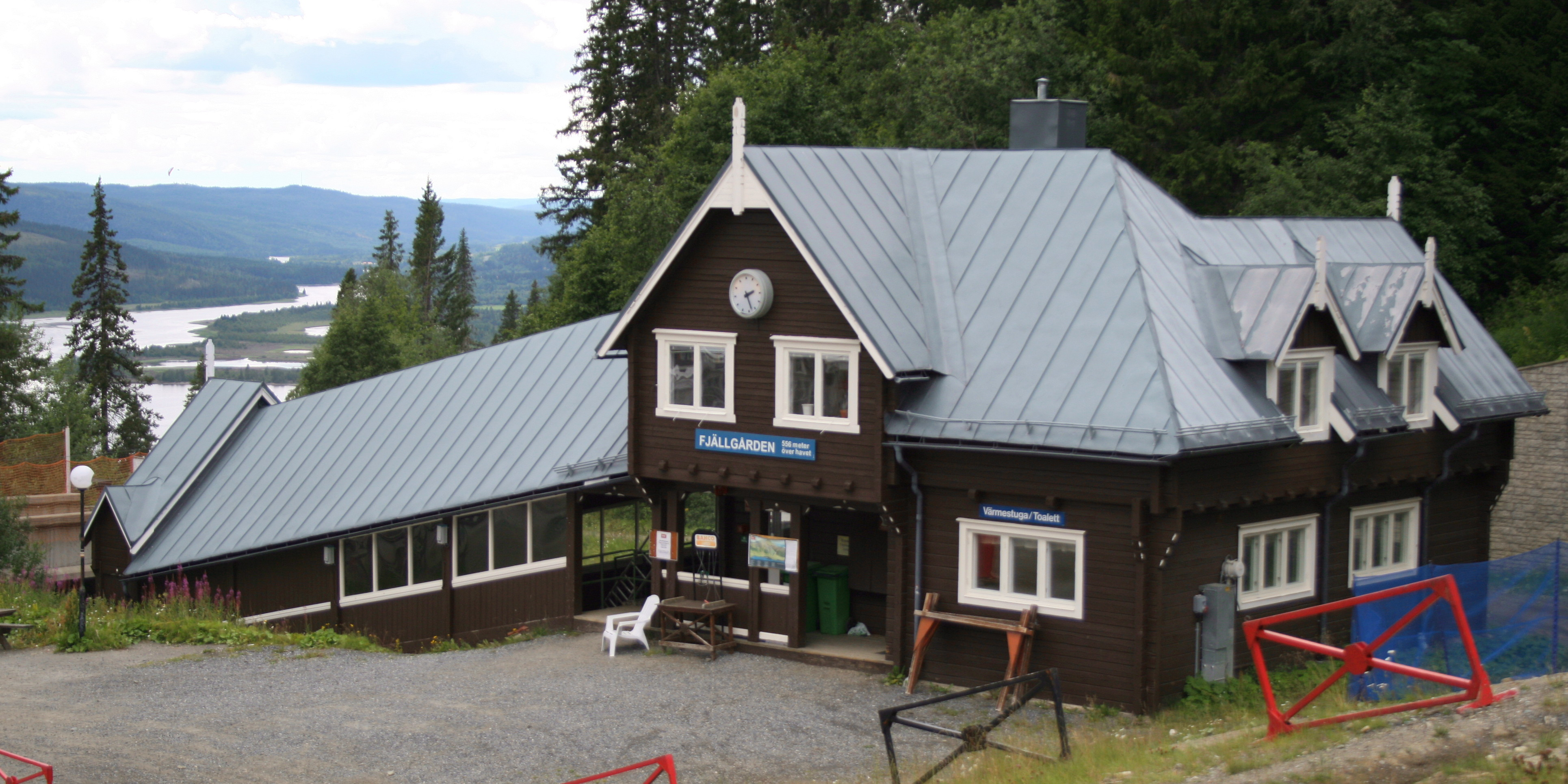
Bergstationen vid Fjällgården (556 m ö.h.).

Åre bergbana, i folkmun Bergbanan, är en bergbana i jämtländska Åre. Banan är 792 meter lång och sträcker sig från Åre torg (398 meter över havet) till Fjällgården (556 meter över havet).
Bergbanan byggdes mellan åren 1908 och 1910, till en kostnad på 230 000 kronor (cirka 11,5 miljoner i 2012–2015 års penningvärde). Den öppnades för trafik den 5 juli 1909, ett halvår innan den officiellt var klar och kördes på obetald testdrift under resten av sommaren. Den högtidliga invigningen som var tänkt i slutet av februari 1910 genomfördes först den 7 mars. Detta var den första fasta förbindelsen upp till fjället, och liksom för Skansens bergbana var det den schweiziska firman von Roll som stod för konstruktionen av banan. 
Två vagnar trafikerar banan, vardera vagn har plats för 60 passagerare. Hastigheten uppgår till 2,1 meter per sekund (cirka 7,5 km/h), hela resan tar normalt mellan 8 och 10 minuter (inklusive stopp på mittstationen vid Tottvägen, 470 meter över havet, och liftens parkeringstid vid stationerna). Om vagnarna destineras förbi mittstationen tar åkturen högst drygt 6 minuter, och banans kapacitet anges därför till 600 passagerare per timme.

## Historik
Bergbanan kom till under den expansiva tidsperioden 1908–1912. Initiativtagare var ingenjören Carl Olof Rahm år 1905, med Davos som förebild, även om själva idén om en bergbana i Åre hade funnits med sedan STF:s årsskrift 1891. Som Rahm själv sade var målet "att skapa en central plats för vinteridrott". Det skulle ske genom att bygga hotell och restauranger samt dra vägar, vatten och avloppsledningar, elkraftverk och elnät. Enligt Rahm fanns alla förutsättningar till projektet "dels av topografin och klimatologin i området, men också den goda kommunikation som järnvägen gav".
Vid denna tidpunkt var orten redan en sommarturistort, i synnerhet sedan järnvägen (Norrländska tvärbanan, numera Mittbanan) invigdes 1882. Visserligen hade Åredalen besökts av exempelvis botaniker och i övrigt lustresande turister sedan frihetstiden under 1700-talets mitt, men efter den första betydande kommunikationsåtgärden i form av Karl Johansvägen 1835 var de första typiska turisterna i dagens bemärkelse de så kallade "luftgästerna". Dessa semestrade oftast från luftförorenade och nyindustrialiserade städer som suktade efter avslappning i Åres rena fjälluft – även populärt för patienter från hela Sverige med sjukdomar som reumatism, nervösa symptom, astma och luftrörsbesvär.
Hösten 1908 startade bygget, och det fanns bara två liknande skapelser i landet; den på Skansen, som rullat sedan 1898, och den vid Kirunavaara som stod klar 1907. Tekniskt kunnande kom från det schweiziska företaget E Sturb und H H Peter i Zürich.
De båda stationshusen samt Fjällgården, eller Fjällstugan som den ursprungliga restaurangbyggnaden hette, ritades av arkitekten Sigge Cronstedt. Bergbanan och Fjällstugan stod klara och invigdes den 7 mars 1910. Visionen var att banan skulle byggas ut till Mörvikshummeln och till Åreskutans topp, men den ekonomiska verkligheten kom ikapp då pengarna tog slut. Östra platån, halvvägs upp till Mörvikshummeln, fick räcka i ett första steg – men skulle också visa sig bli bestående.
Banans dalstations centrala placering på Åre Torg var genomtänkt med ett nära avstånd till järnvägsstationen. Under 1910-talet tillkom således gångvägen och parken mellan torget och gamla järnvägsstationen, och med den så kallade Grottan i sten i närheten av gamla järnvägsstationen, vars vyer skulle attrahera de nyanlända turisterna.
I lokalen på norrsidan av toppstationen öppnade 2013 Åres turisthistoriska museum. Byggnadens övervåning var säsongsbostad för Bergbanans driftpersonal under dess första decennier.
På Östra platån ägnade folk sig bland annat åt curling, kälkåkning och utförsåkning. Sedermera lät SJ 1952 bygga en tvåstegs korglift från platån upp till Mörvikshummeln, vilken fullbordade den återstående sträckan som Bergbanan egentligen (som minst) skulle ha haft. Detta medförde att Åre fick arrangera VM i utförsåkning 1954.

### Ägarskap och drift
Bergbanan har under åren haft ett antal olika ägare. Årebanan, SJ Fjällgårdsbanor, köptes 1984 av kommunalägda Åre Kabinbane AB (ÅKAB) som sedan expanderat, bytt ägare och namn ett antal gånger och är sedan millennieskiftet en del av Skistar-koncernen. Bergbanan används även som en kollektiv anslutning mellan Hotell Fjällgården och torget, då hotellet står för kvällsdriften under vintersäsong (sedan 2015 står hotellet helt för banans drift på sommaren).

### Kulturmärkning och 100-årsjubileum
Den 21 augusti 2008 utnämndes bergbanan till byggnadsminne, och 2010 firade Åre 100 år som vintersportort. I början av juli 2013 öppnades ett museum i bergstationshuset om Åres turismhistoria, tillsammans med vandringsleden Trollstigen.

## Tekniska detaljer

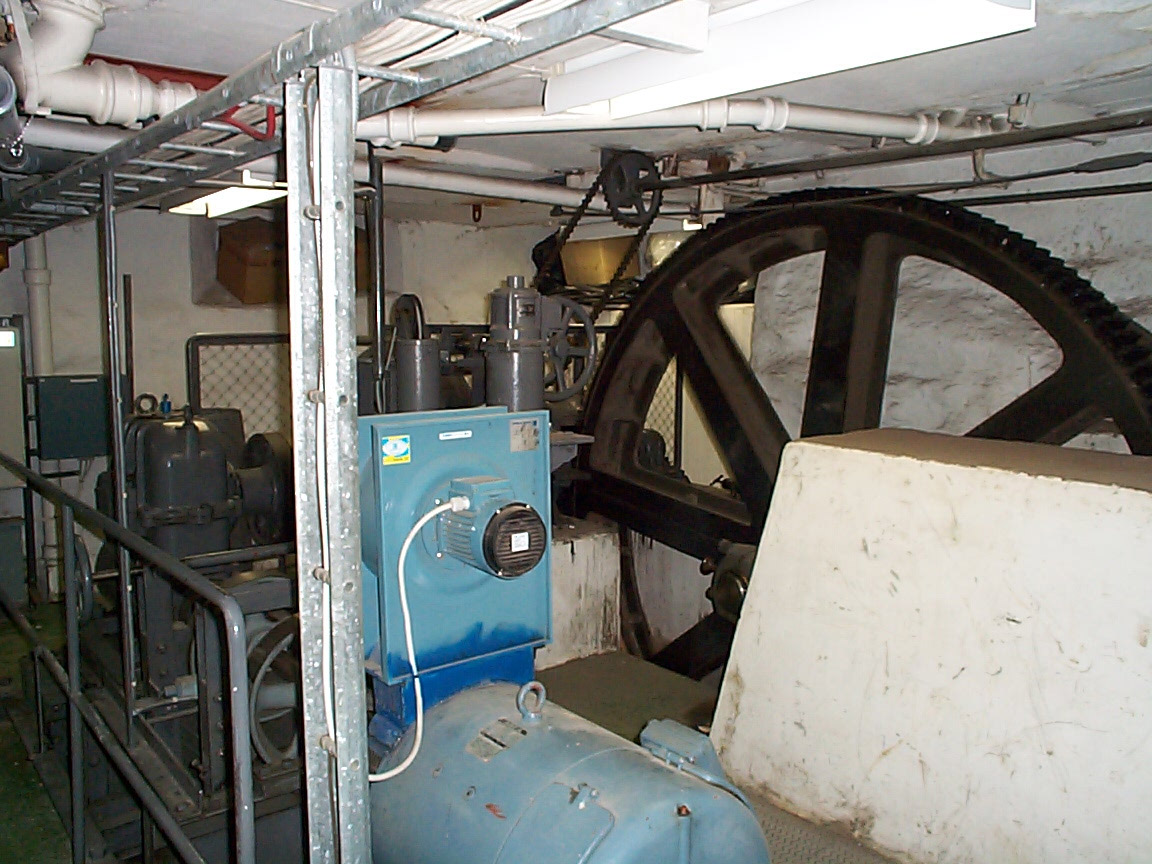
Det här är huvuddelen av bergbanans maskineri. Nederst i bild syns den gamla likströmsmotorn (numera utbytt mot en växelströmsmotor) vars axel går till en snäckväxel (vänster i bild) som reducerar varvtalet. Ur den går en axel mot höger (ej i bild) som via ett mindre kugghjul (ej i bild) driver det stora vändhjulet. Vajern löper i djupa skåror i vändhjulet och nuddas därför inte av kugghjulet som vrider runt det.

Vajerns två ändar är fästa under vardera vagns framdel, och maskinen inne i bergstationen drar upp den ena vagnen i framriktning medan den andra dras nedåt av gravitationen. 
Vid mellanavstigningen står en liten rödmålad flakvagn som hört till bergbanan och användes tidigare för koffertar, kälkar och annat. Under 1970-talet monterades fasta godskorgar på varje vagn och flakvagnen har sedan dess stått oanvänd.
Vagnarna har kvar sina originalchassin medan karosserna har bytts. I början hade vagnarna träkaross, rymde 40 passagerare och värmdes av vedkaminer. De byttes 1958 ut mot nuvarande plåtkarosser, som numera värms upp med infravärmare som via kontaktskenor på taket får ström när vagnarna står inne på stationerna. De fyra skjutdörrarna på sidorna tillkom inför världscupen 1977 för att möjliggöra snabbare av- och påstigning. Samtidigt togs också 16 sittplatser bort och istället för 40 passagerare (varav 8 stående) finns det nu plats för 60, varav 52 stående.
Vagnarna är sammanbundna av vajern. Vajern är fäst i ena vagnen, löper upp till driven (drivstationen, i bergstationen) och sedan ner till den andra vagnen. I princip är den ena vagnen en motvikt till den andra, då driven i stort sett bara behöver dra viktskillnaden. Ursprungligen fanns alltid en maskinist vid bergstationen som reglerade vajerns/vagnarnas start, stopp och hastighet. Denna manövrering bestod av en nästan två meter hög skruvmekanism med pilar som angav vagnarnas position, så trots att maskinisten inte kunde se vagnarna hela tiden visste han ändå ungefär var på linjen de befann sig. Vid mellanstationen fanns en elektrisk ringklocka, kopplad till maskinrummet, med vilken konduktörerna signalerade till maskinisten att de var klara för avfärd. Sedan banan automatiserades 1967 behövs inte längre någon maskinist (bortsett från när det automatiska systemet krånglar, då det fortfarande går att manövrera driven manuellt såsom på det klassiska viset, också ifall vagnen stannas någonstans mellan stationerna måste den manuella driften användas för att köra vagnarna till stationen varpå automatiken kan nollställas och normal drift återupptas), utan banan startas och destineras av konduktörerna/liftvärdarna. Magnetsensorer placerade på stolpar vid mellanstationen och bergstationen känner av när vagnen kommer och sköter automatiskt inbromsning och stopp. Banan har vid manuell körning sju möjliga hastighetslägen i vardera riktning, och liknande "ratt"-/"vev"-manuella uppväxlingsmekanismer finns även kvar på vissa ankarliftar av det mest ålderdomliga slaget.
Maskineriet i bergstationens källare är till stora delar original, ett spelverk bestående av ett drivhjul och två i motsatt riktning roterande vändhjul, med vajern liggande i en och en halv "åtta" runt dessa. Ursprungligen drevs banan med likström, men då växelström infördes byttes inte motor och elskåp utan monterade istället dit en helt fristående växelströmsmotor som enbart har till syfte att driva runt en likströmsgenerator. Generatorn ger i sin tur ger den likström maskinen behöver.

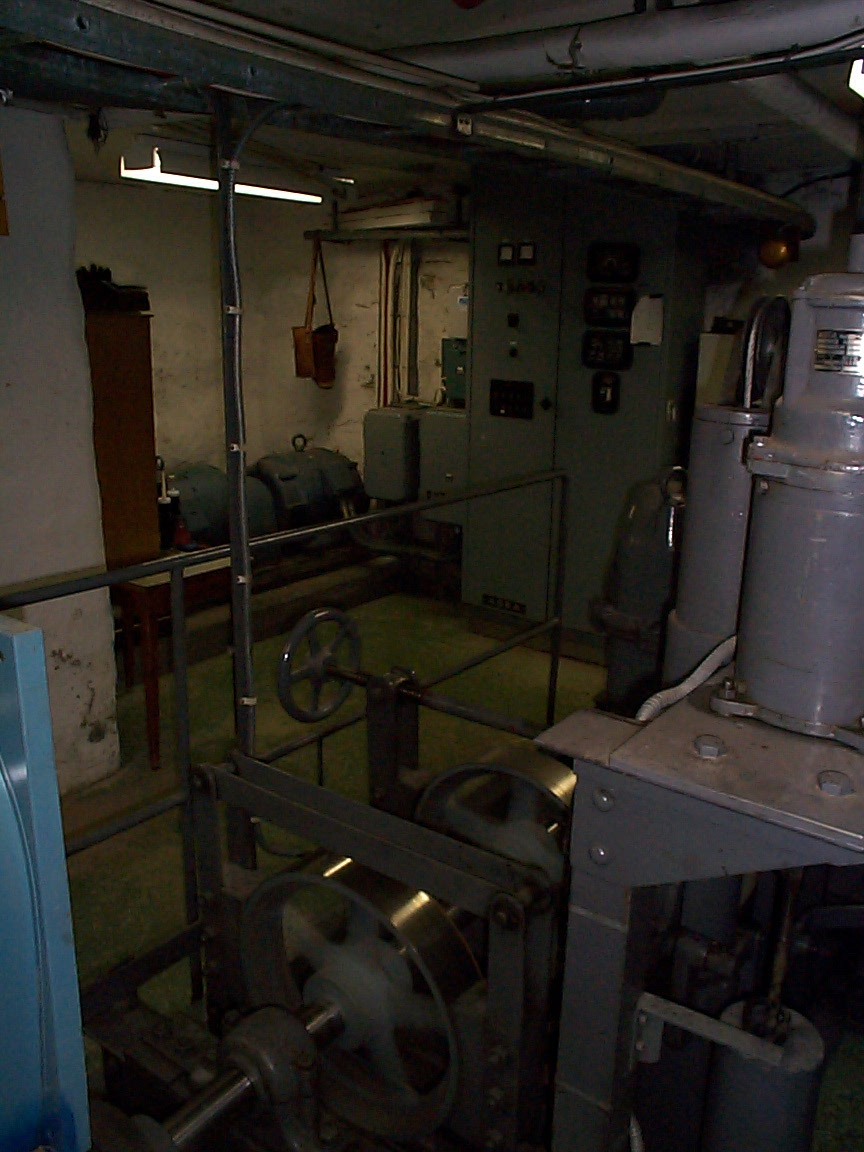
Längst in mot vänster syns likriktaren bestående av växelströmsmotor och likströmsgenerator (numera borttaget) och det stora reläskåpet som möjliggör automatisk körning.

I begynnelsen fick bergbanan ström från Tegefors kraftverk och det kunde enligt gamla loggböcker inträffa att maskinisten behövde ringa och be dem ge på lite mer ström så den fullastade vagnen skulle orka upp för den brantaste delen mellan mellanavstigningen och bron. I samband med SJ:s övertagande kopplades banan in på SJ:s elnät. Sedan omkring 1990 får banan ström via det vanliga elnätet.
Vagnarnas bromssystem fungerar så att om någon drar i den mekaniska nödbromsspaken "faller" vagnens bromsvikter. Vikterna aktiverar en skruvmekanism på hjulaxlarna, och så länge vagnen rullar utför dras då bromsarna åt allt hårdare av hjulaxlarnas rotation, och bromsoken greppar runt ena rälsen. Dessas form gör att vagnen inte kan lyftas av rälsen, och dras vagnen uppför fungerar inte dessa mekaniska bromsar – därför finns även en elektrisk anordning bestående av en jordad stång som läggs mot en signalledning som löper på stolpar utmed spåret. Vajerfästet under vagnen är upphängt på så sätt att det vrids tillbaka om vajern blir slak eller om den skulle gå av och detta aktiverar den mekaniska nödbromsen, så vagnen ska därför inte kunna "släppa" och rulla iväg okontrollerat. Om de mekaniska bromsarna slagit till måste bromsarna vevas tillbaka vilket görs med en meterlång järnnyckel för att vrida skruvstänger på vagnens sida med, och sedan måste bromsvikterna lyftas upp vilket görs med speciella krokar via luckor i vagnsgolvet (en ovanför varje hjulaxel).
Mellan rälsskenorna fanns tidigare nedsänkta hjul som såg till att vajern låg några centimeter över marken och inte släpade på marken. Eftersom dessa hjul ofta frös fast och det åtgick en hel del arbetstid till att skotta ur hjulgroparna byttes de kring 1990 ut mot teflonklossar. Klossarna är i stort sett underhållsfria, men ger mycket högre friktion och har lett till att vagnarna går trögare, särskilt om uppgående vagn är fullsatt.
Växlarna vid mellanstationen har inga rörliga delar. Vagnen har olikt utformade hjul; hjulen på ena sidan är breda och helt plana, så de kör helt obehindrat över växelns mitt och vajern som löper mellan skenorna. Hjulen på andra sidan har fläns på både in- och utsidan och följer därför alltid den skenan. Blå vagn åker alltid på västra spåret och röd vagn åker alltid på östra spåret vid mellanstationen.

## Bildgalleri

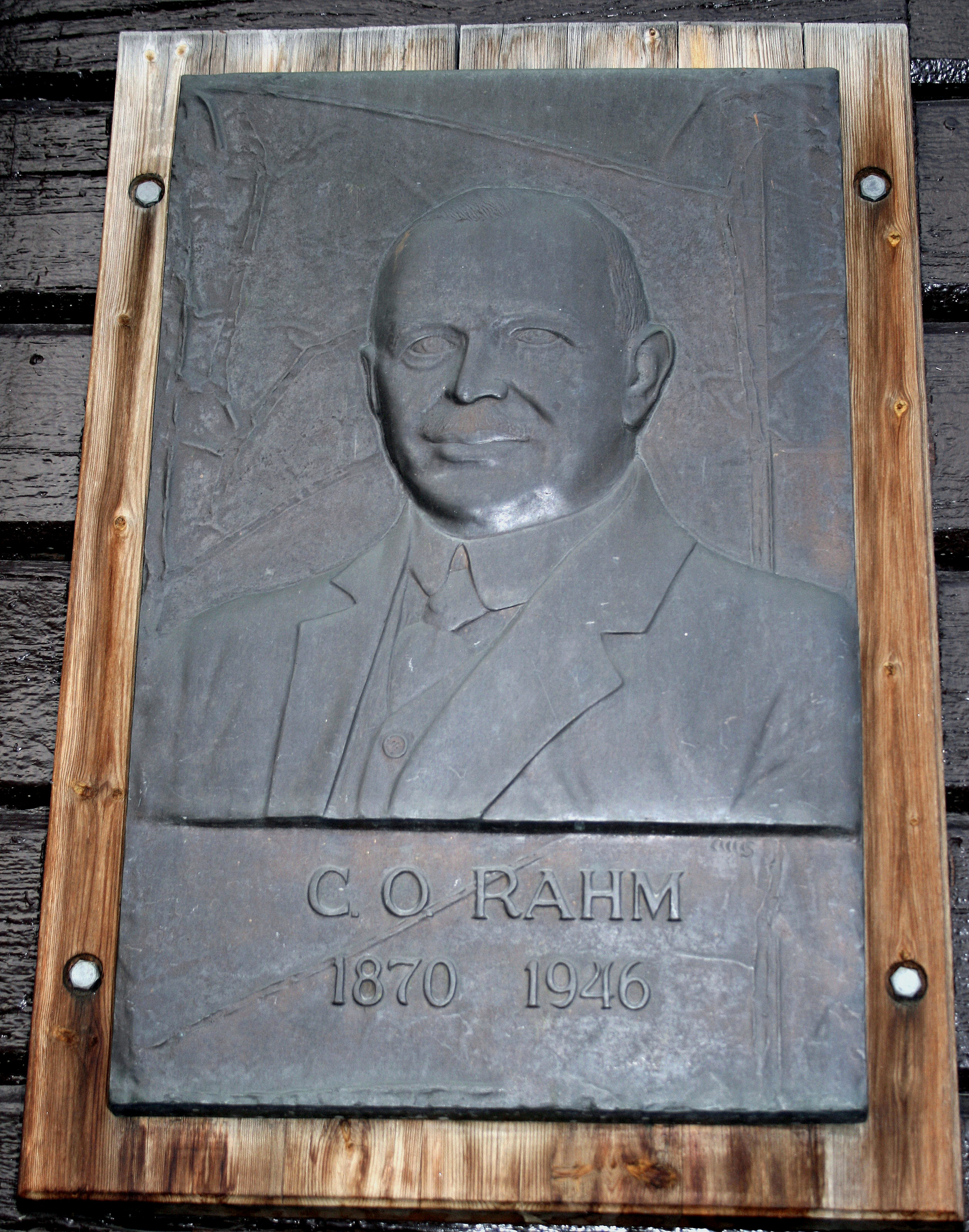
Ett bronsporträtt av Carl Olof Rahm, på dalstationens vägg.
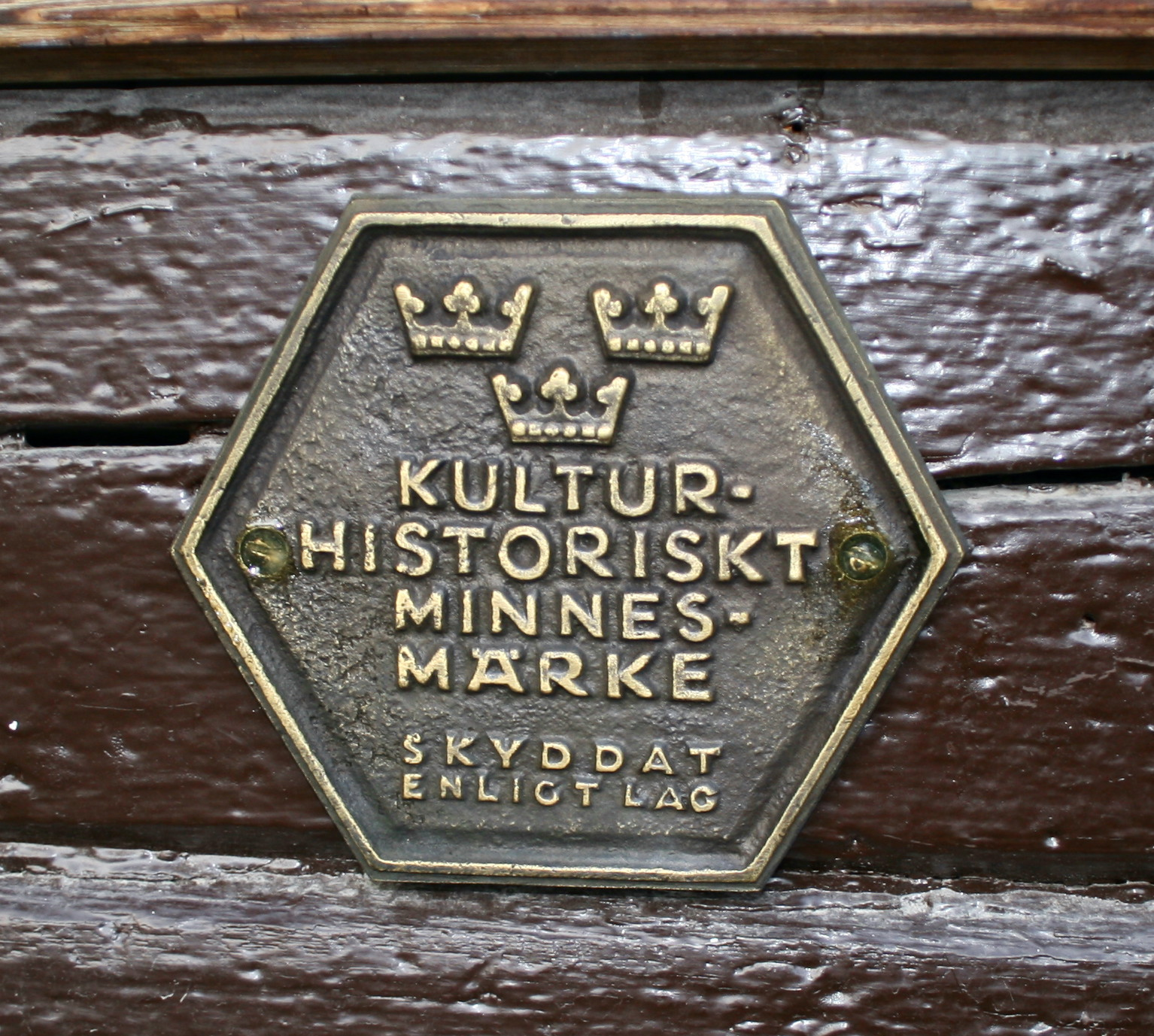
Bergbanan är sedan år 2008 ett byggnadsminne.
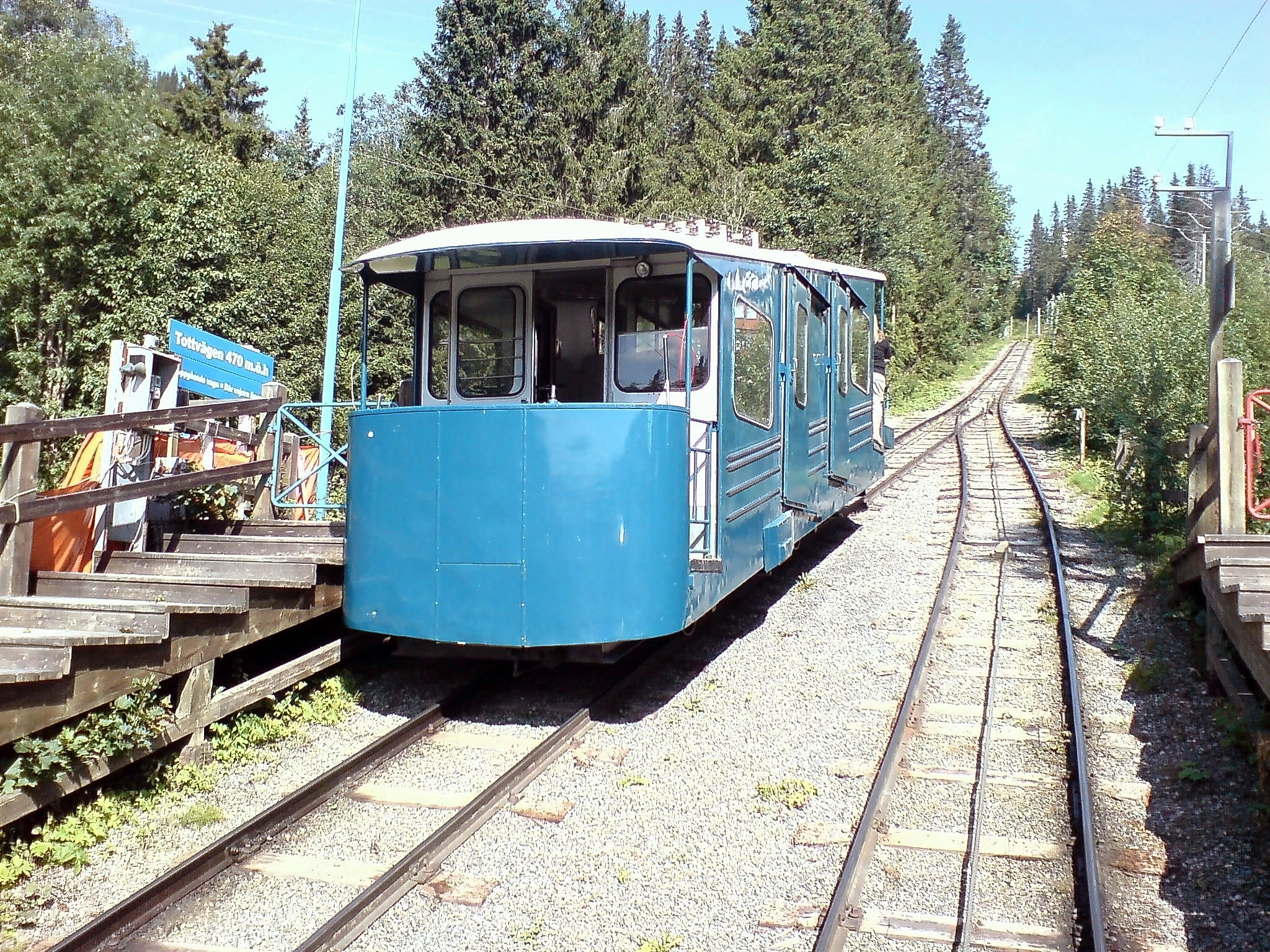
Mittstationen är mötesplatsen för de två vagnarna. Bilden är tagen från den röda vagnen, som alltid destineras på mittstationens östra sida.
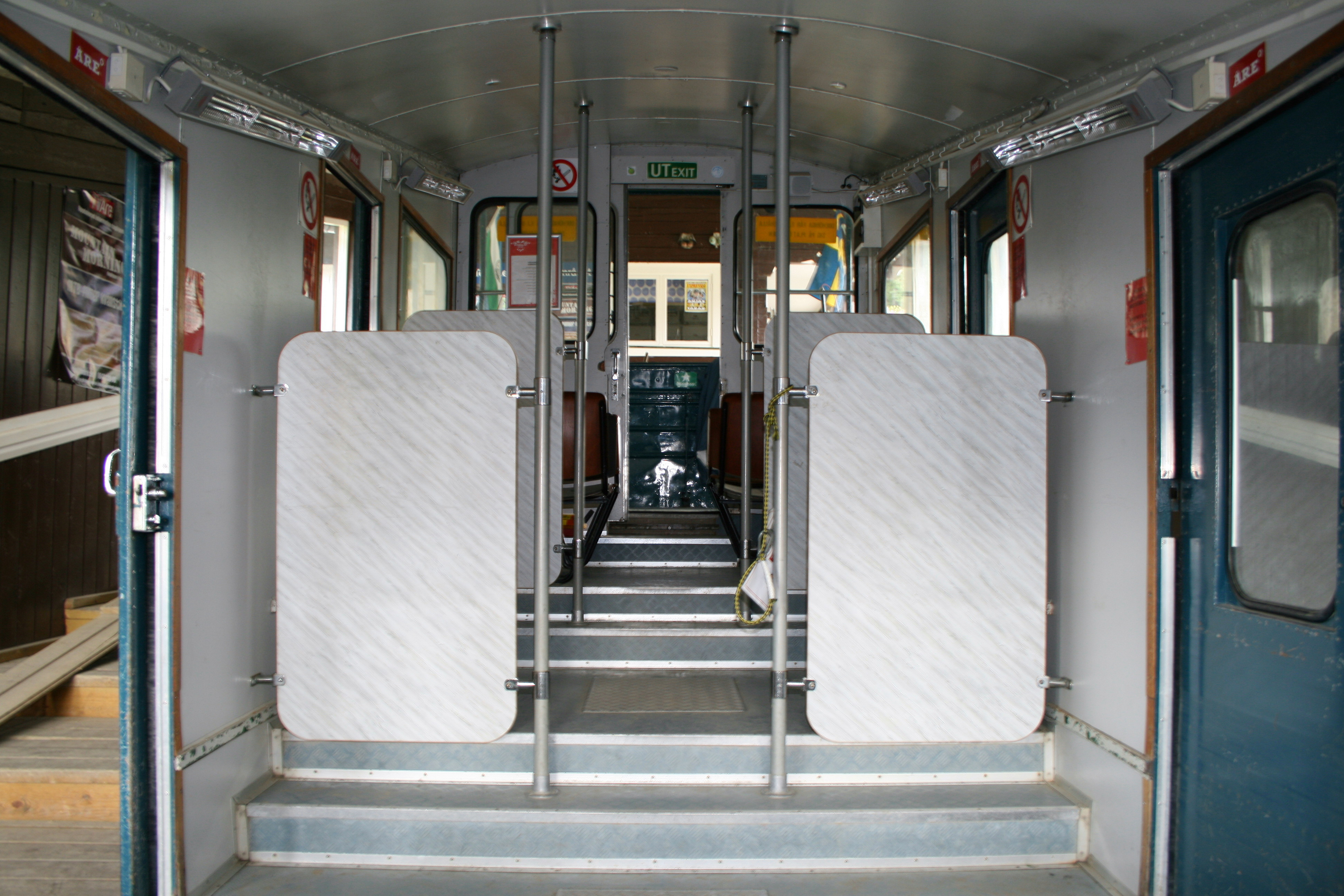
Den blå vagnens interiör.
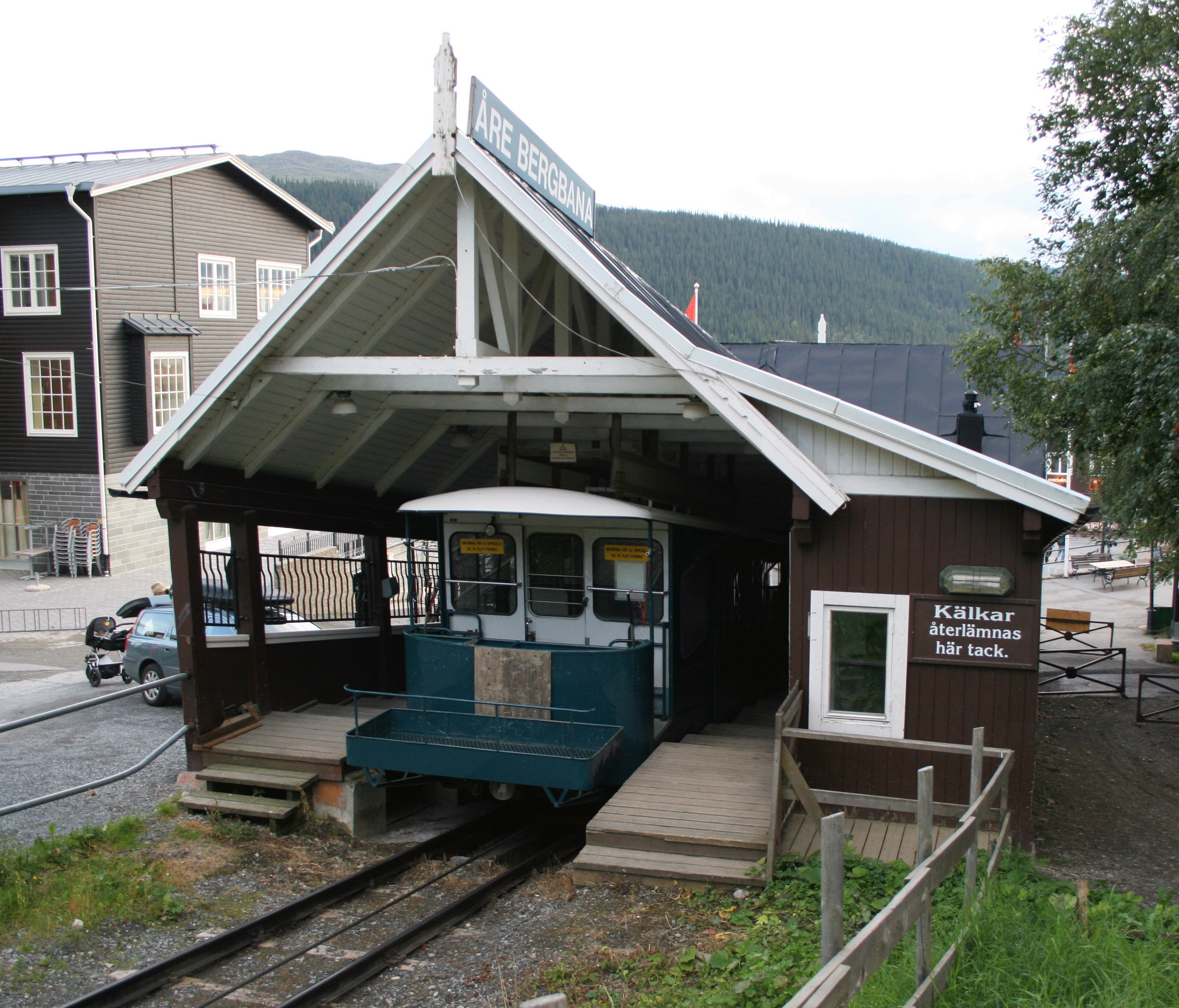
Dalstationen på Åre Torg.